# بيت حاضر
بيت حاضر، هي قرية في مديرية سنحان في محافظة صنعاء في اليمن. تقع على بعد 13 كم شرق-جنوب شرق صنعاء.

## تاريخ
كانت بيت حاضر موقعًا لمعركة في أبريل أو مايو من عام 902 (290 هـ)، بين الهادي إلى الحق (أول إمام لليمن) وبنو يعفر بقيادة إبراهيم بن خلف. كان الهادي قد أقام معسكرًا في الأصل في قرية سبل، ولكن بعد أن علم أن ابن خلف كان معسكرًا في بيت عقب القريبة، أصبح قلقًا من أن موقفه لم يكن آمنًا، لذلك انتقل إلى بيت حاضر. وقعت المعركة على مرحلتين، حيث هُزم الطريف في المرتين وأُجبر على التراجع. يصف كتاب غايات الأماني ليحيى بن الحسين أيضًا معركة أخرى وقعت في بيت حاضر في عام 1393 (795 هـ). بالإضافة إلى ذلك، تُعرف بيت حاضر بأنها موقع العثور على نقش عبري قديم.